# Illums Bolighus

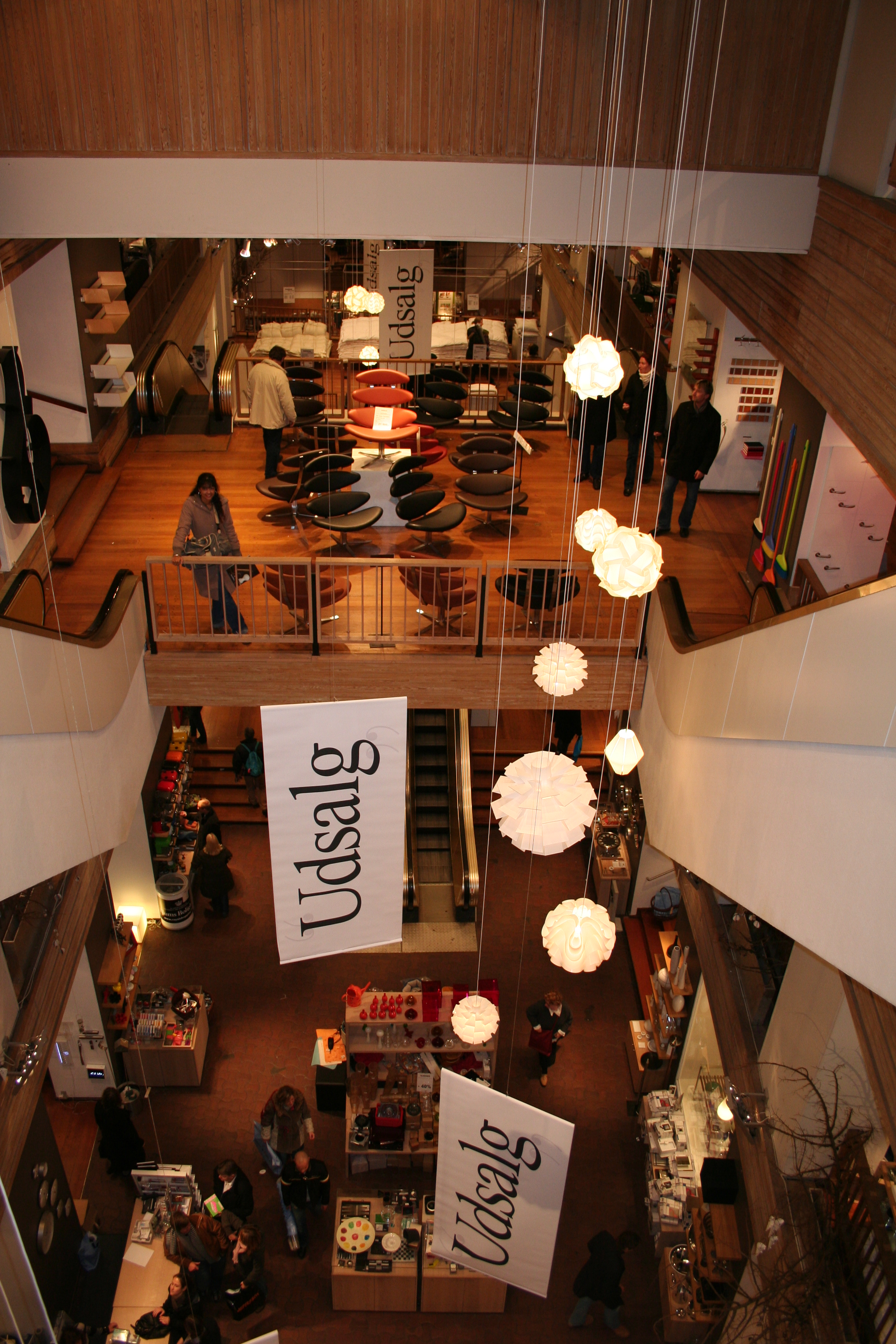
L'intérieur du magasin de Strøget, à Copenhague.

Illums Bolighus est une chaîne de grands magasins danois dédiés à la maison.
La principale enseigne est celle de Strøget, à Copenhague. Une petite boutique peut être trouvée à Kastrup.